# Tommaso Grossi

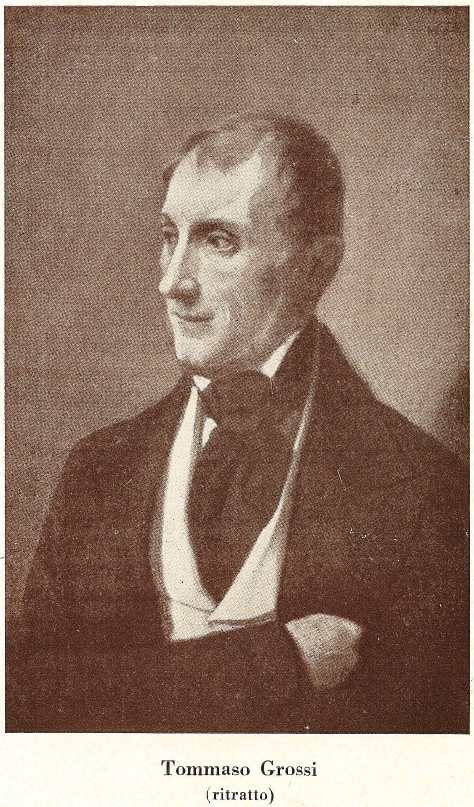
Tommaso Grossi

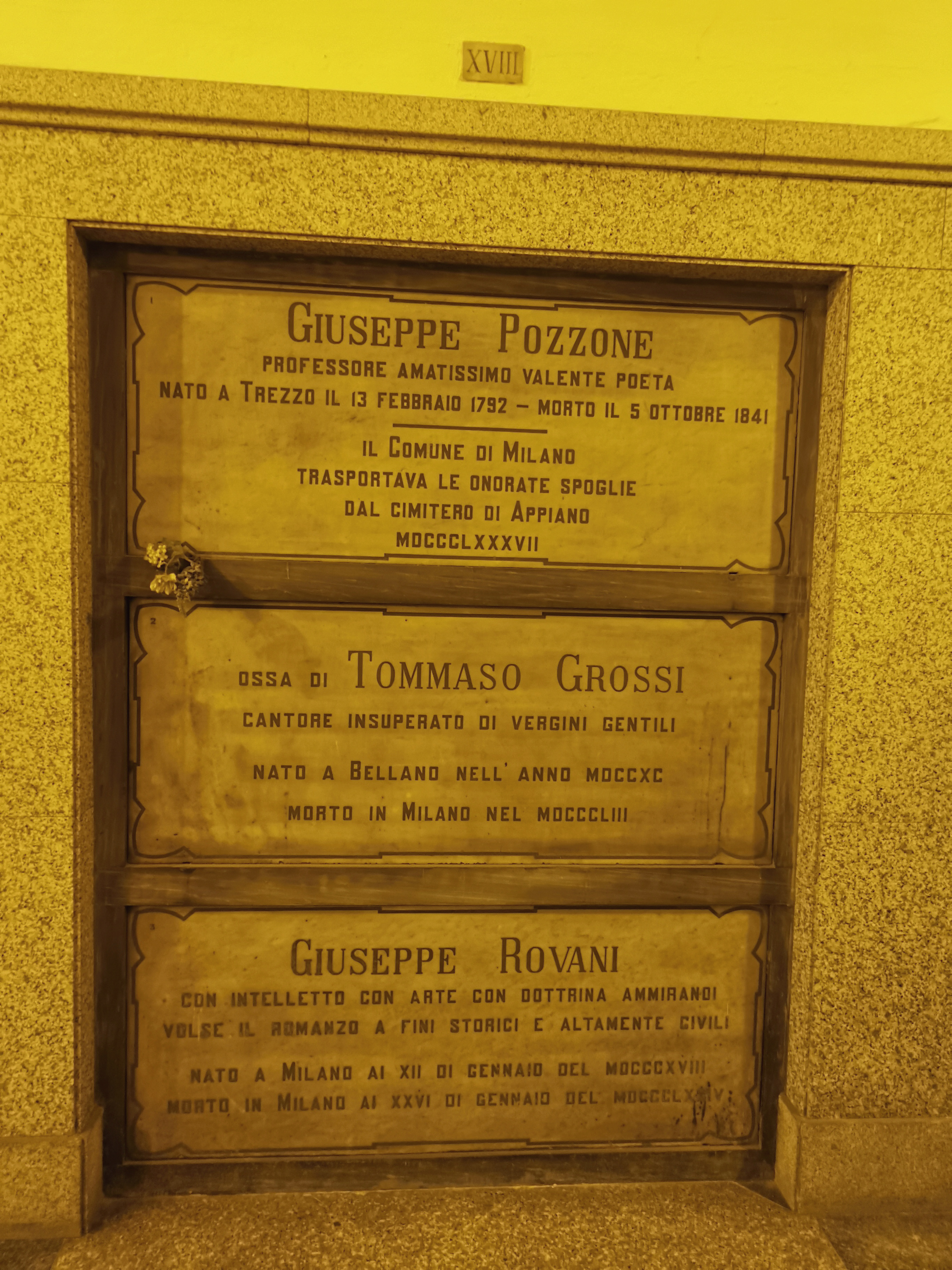
Grab auf dem Cimitero Monumentale Mailand

Tommaso Grossi (* 20. Januar 1791 in Bellano, Provinz Lecco; † 10. Dezember 1853 in Mailand) war ein italienischer Dichter.

## Leben
Tommaso Grossi studierte die Rechte in Pavia und begab sich 1810 nach Mailand, wo er sich zuerst durch ein im Mailänder Dialekt geschriebenes politisch-satirisches Gedicht gegen die neue österreichische Herrschaft aufmerksam machte.
Später ließ er eine Novelle in Versen: La fuggitiva (1817), eine tragische Liebesepisode aus den Franzosenkriegen, und die Dichtung Ildegonda (1820) folgen, womit er sich auf das Gebiet des mittelalterlichen Lebens begab, welches die damals auch in Italien auftauchende romantische Schule als die Blütezeit der christlichen Ära und als Fundgrube der echtesten poetischen Stoffe feierte.
Das Gedicht gewann insbesondere das weibliche Publikum für sich durch das Rührende der Begebenheiten und erlebte zahlreiche Auflagen. 1826 veröffentlichte G. ein episches Gedicht: I Lombardi alla prima crociata (in 15 Gesängen), worin er der heidnisch gefärbten Epos des Torquato Tasso eine wahrhaft katholische Kreuzfahrerdichtung gegenüberstellen wollte; allein obgleich das Werk namentlich in Beziehung auf die Sprache und die betreibenden Bestandteile wertvoll erschien, bot es doch kein hinlängliches Interesse der Handlung und der Charakteristik.
Angeregt durch das bekannte Hauptwerk Alessandro Manzonis, warf sich Grossi nun auf den historischen Roman und lieferte seinen Marco Visconti (1834; deutsch von Fink, Schaffhausen 1859), dessen Bedeutung aber noch weit mehr als die der Promessi sposi Manzonis durch die Bezeichnung einer historischen Studie erschöpft wird.
Unter den lyrischen Versuchen Grossis ist das empfindsame Lied La rondinella (deutsch, Prag 1869) allbekannt und wie wenige populär geworden. Mit der poetischem Erzählung Ulrico e Lida (1830) beschloss Grossi seine poetische Laufbahn.
Er lebte von 1838 an dem Beruf eines Notars. Nach der Rückeroberung der Stadt Mailand durch die österreichischen Truppen des Feldmarschalls Josef Radetzky im August 1848 begab sich erzwungenermaßen ins Tessiner Exil nach Lugano und blieb dort verschiedene Monaten. Er starb am 10. Dezember 1853 in Mailand. Seine Marmorbüste wurde im Hof der Brera aufgestellt. Eine Sammlung seiner einzeln noch fortwährend neu aufgelegten Werke erschien Mailand 1862 in 2 Bänden.

## Werke

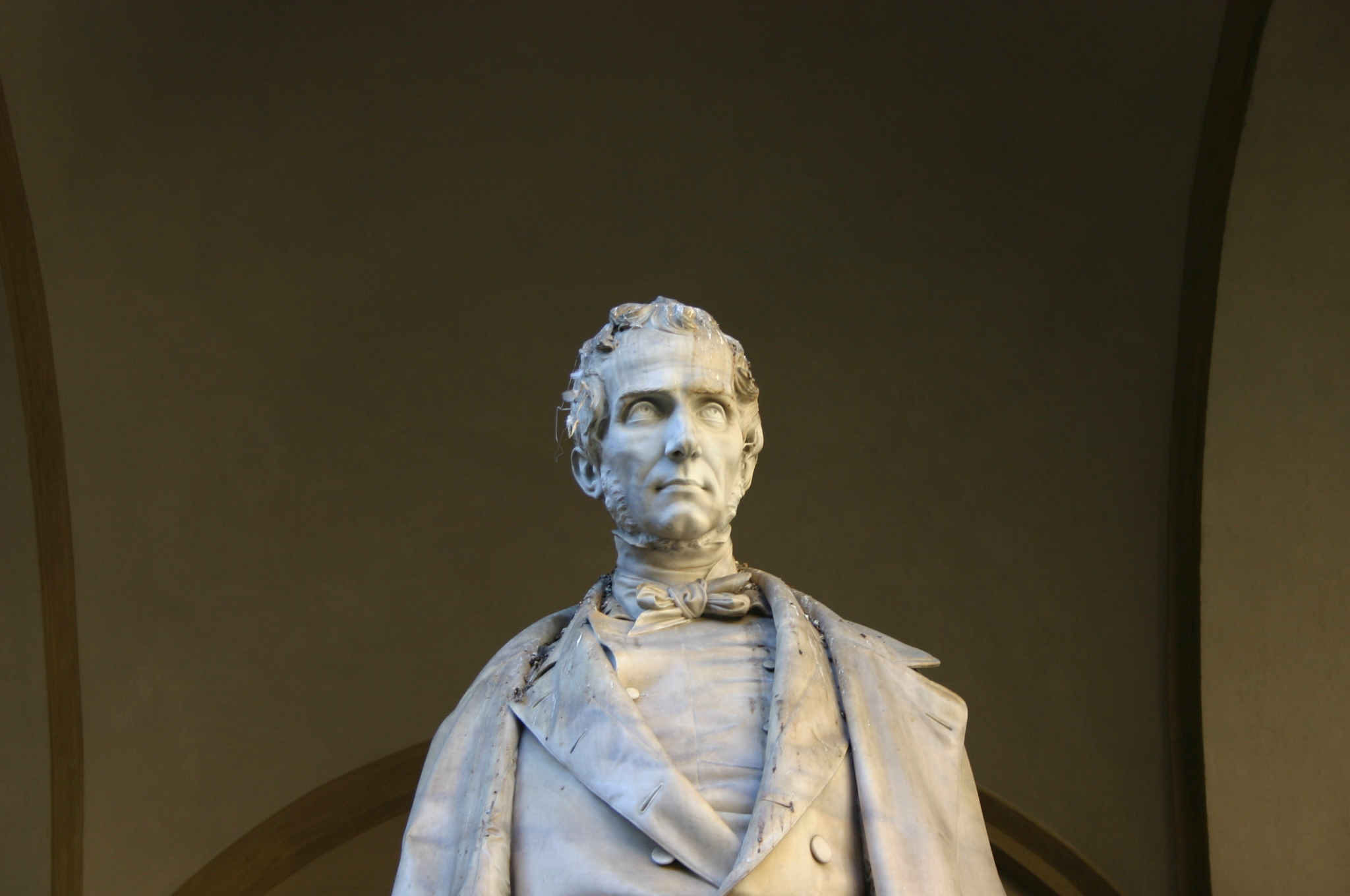
Tommaso Grossi, Skulptur, Palazzo di Brera, Mailand

- Opere poetiche: I Lombardi alla poema crociata ; Il degonda ; La fuggitiva ; Ulrico e Lida ; La piaggia d'ora ; La fuggitiva ; In morte di Carlo Porta ; La prineide in dialetto milanese ; Aggiuntevi alcune poesie per la prima volta raccolte. Milano, Carrara, 1877 (1878).